# Hoa hậu Trái Đất 2024
Hoa hậu Trái Đất 2024 là cuộc thi Hoa hậu Trái Đất lần thứ 24, diễn ra vào ngày 9 tháng 11 năm 2024 tại Hội trường Cove Manila, Parañaque, Philippines. Hoa hậu Trái Đất 2023 Drita Ziri đến từ Albania đã trao lại vương miện cho người kế nhiệm vào cuối đêm chung kết, cô Jessica Lane đến từ Úc.

## Thông tin cuộc thi

### Địa điểm tổ chức
Vào ngày 22 tháng 12 năm 2023, cô Trương Ngọc Ánh, Chủ tịnh của TNA Entertainment đã thông báo Việt Nam sẽ tiếp tục là quốc gia đăng cai mùa giải cuộc thi năm nay. Nhưng khoảng vài tháng sau tổ chức Hoa hậu Trái Đất (MEO) cùng chuyên trang sắc đẹp Misssology thông báo cuộc thi Hoa hậu Trái Đất 2024 sẽ tổ chức ở Philippines

## Kết quả

### Thứ hạng
| Kết quả               | Thí sinh |
| --------------------- | --- |
| Hoa hậu Trái Đất 2024 | - Úc – Jessica Lane |
| Hoa hậu Không khí     | - Iceland – Hrafnhildur Haraldsdóttir |
| Hoa hậu Nước          | - Hoa Kỳ – Bea Millan-Windorski |
| Hoa hậu Lửa           | - Peru – Niva Antezana |
| Á hậu                 | - Cabo Verde – Jasmine Jorgensen - Cộng hòa Dominica – Tamara Aznar - Puerto Rico – Bianca Caraballo - Nga – Ekaterina Romanova                                                                                             |
| Top 12                | - Mauritius – Shreeya Bokhoree - Namibia – Albertina Haimbala - Nigeria – Shuntell Ezomo - Philippines – Irha Mel Chechnya                                                                                                  |
| Top 20                | - Cuba – Stephany Díaz - Hàn Quốc – Ryu Seo-byn - Hà Lan – Faylinn Pattileamonia - New Zealand – Angela Rowson - Ba Lan – Julia Zawistowska § - Thái Lan – Rachadawan Fowler - UAE – Noura Al Jasmi - Wales – Grace Gavigan |

§: Thí sinh được vào thẳng Top 20 do nhận được nhiều phiếu bình chọn nhất.

### Thứ tự công bố
| 1. Úc 2. Wales 3. Hoa Kỳ 4. Nigeria 5. Hàn Quốc 6. Nga 7. Cộng hòa Dominica 8. Mauritius 9. Philippines 10. Iceland 11. Puerto Rico 12. Cabo Verde 13. UAE 14. Hà Lan 15. Perú 16. Namibia 17. Thái Lan 18. New Zealand 19. Cuba 20. Ba Lan | 1. Iceland 2. Puerto Rico 3. Mauritius 4. Nigeria 5. Namibia 6. Úc 7. Cộng hòa Dominica 8. Hoa Kỳ 9. Nga 10. Philippines 11. Cabo Verde 12. Perú | 1. Cộng hòa Dominica 2. Puerto Rico 3. Hoa Kỳ 4. Perú 5. Cabo Verde 6. Úc 7. Iceland 8. Nga | 1. Iceland 2. Úc 3. Perú 4. Hoa Kỳ |

## Thí sinh tham gia
Đã có 76 thí sinh được xác nhận tham gia cuộc thi:
| Quốc gia/Vùng lãnh thổ | Thí sinh                      | Tuổi | Quê quán           | Nhóm      |
| ---------------------- | ----------------------------- | ---- | ------------------ | --------- |
| Albania                | Xhesika Pengili               | 20   | Tirana             | SINH THÁI |
| Algeria                | Sadjia Herbane                | 19   | Algiers            | LỬA       |
| Argentina              | Sol Bonfigli                  | 24   | Córdoba            | NƯỚC      |
| Úc                     | Jessica Lane                  | 21   | Sunshine Coast     | SINH THÁI |
| Bangladesh             | Ferdousi Tanvir Ichchha       | 27   | Barishal           | SINH THÁI |
| Belarus                | Ekaterina Shcheglova          | 26   | Minsk              | NƯỚC      |
| Bỉ                     | Mirte Van Renterghem          | 26   | Brussels           | LỬA       |
| Belize                 | Morgan Miles                  | 23   | Thành phố Belize   | KHÔNG KHÍ |
| Bolivia                | Steffany Arriaza              | 23   | La Paz             | KHÔNG KHÍ |
| Brazil                 | Josiane Viana                 | 26   | Belém              | NƯỚC      |
| Bulgaria               | Tatiana Miroshina Savko       | 23   | Sofia              | NƯỚC      |
| Cabo Verde             | Jasmine Jorgensen             | 19   | São Filipe         | SINH THÁI |
| Campuchia              | Rotha Phyadeth                | 22   | Kandal             | LỬA       |
| Cameroon               | Takang Tina Randa             | 21   | Buea               | NƯỚC      |
| Canada                 | Aleena Singh                  | 24   | Waterloo           | KHÔNG KHÍ |
| Chile                  | Janis Almendra Zamorano       | 25   | Santiago de Chile  | NƯỚC      |
| Trung Quốc             | Yang Ling                     | 19   | Bắc Kinh           | SINH THÁI |
| Colombia               | María Alejandra Camargo       | 26   | Bucaramanga        | LỬA       |
| Costa Rica             | Sharon Recinos                | 27   | Heredia            | LỬA       |
| Cuba                   | Stephany Díaz                 | 19   | Güines             | LỬA       |
| Cộng hòa Dominica      | Tamara Aznar                  | 25   | Santo Domingo      | KHÔNG KHÍ |
| El Salvador            | Fátima Cruz                   | 23   | Santa Ana          | NƯỚC      |
| Anh                    | Brooke Nicola Smith           | 26   | Norwich            | KHÔNG KHÍ |
| Ethiopia               | Ruth Tewodros                 | 24   | Addis Ababa        | SINH THÁI |
| Fiji                   | Ashlin Alveena Prasad         | 18   | Nadi               | NƯỚC      |
| Pháp                   | Margaux Bourgeais             | 20   | Brive-la-Gaillarde | NƯỚC      |
| Ghana                  | Winifred Esi Sam              | 22   | Accra              | NƯỚC      |
| Haiti                  | Estephanie Charles            | 25   | Puerto Plata       | NƯỚC      |
| Honduras               | Elizabeth Maldonado           | 19   | Gracias a Dios     | LỬA       |
| Hồng Kông              | Ariel Tse                     | 20   | Cửu Long           | LỬA       |
| Iceland                | Hrafnhildur Haraldsdóttir     | 20   | Reykjavík          | KHÔNG KHÍ |
| Ấn Độ                  | Gauri Gothankar               | 25   | Mumbai             | LỬA       |
| Indonesia              | Jennifer Calista              | 26   | Surabaya           | NƯỚC      |
| Ý                      | Egle Fruttauro                | 18   | Naples             | LỬA       |
| Nhật Bản               | Ann Furukawa                  | 21   | Hyogo              | NƯỚC      |
| Kenya                  | Tiffany Faith Wanyama         | 20   | Busia              | KHÔNG KHÍ |
| Hàn Quốc               | Ryu Seo-bin                   | 23   | Busan              | KHÔNG KHÍ |
| Kosovo                 | Eltina Thaqi                  | 22   | Mannheim           | SINH THÁI |
| Lào                    | Fachalin Chounlamounty        | 24   | Pakxan             | NƯỚC      |
| Liberia                | Mary Kermon                   | 22   | Monrovia           | NƯỚC      |
| Madagascar             | Hendry Tsiky Andriambolatiana | 20   | Manazary           | LỬA       |
| Malaysia               | Geetha William                | 27   | Kuala Lumpur       | LỬA       |
| Mauritius              | Shreeya Bokhoree              | 21   | Port Louis         | NƯỚC      |
| Mexico                 | Patricia Lagunes              | 22   | Alvarado           | SINH THÁI |
| Mông Cổ                | Tselmeg Purevjal              | –    | Ulaanbaatar        | SINH THÁI |
| Montenegro             | Lola Djajic                   | 21   | Podgorica          | SINH THÁI |
| Myanmar                | Thaw Dar Sun                  | 18   | Taungoo            | KHÔNG KHÍ |
| Namibia                | Albertina Haimbala            | 24   | Windhoek           | NƯỚC      |
| Nepal                  | Sumana Khatri Chhetri         | 25   | Chitwan            | NƯỚC      |
| Hà Lan                 | Faylinn Pattileamonia         | 20   | Almelo             | NƯỚC      |
| New Zealand            | Angela Rowson                 | 22   | Rotorua            | KHÔNG KHÍ |
| Nigeria                | Shuntell Ezomo                | 25   | Benin City         | KHÔNG KHÍ |
| Quần đảo Bắc Mariana   | Heavenly Divine Pangelinan    | 18   | Saipan             | NƯỚC      |
| Na Uy                  | Selina Josefsen               | 18   | Kristiansand       | KHÔNG KHÍ |
| Pakistan               | Mehwish Butt                  | 21   | Gujrat             | SINH THÁI |
| Peru                   | Niva Antezana                 | 20   | Lima               | SINH THÁI |
| Philippines            | Irha Mel Alfeche              | 24   | Matanao            | NƯỚC      |
| Ba Lan                 | Julia Zawistowska             | 22   | Białystok          | LỬA       |
| Bồ Đào Nha             | Ionela Romaniuc               | 23   | Viana do Alentejo  | SINH THÁI |
| Puerto Rico            | Bianca Caraballo              | 22   | Mayagüez           | SINH THÁI |
| Réunion                | Candice Françoise             | 20   | Les Avirons        | LỬA       |
| Nga                    | Ekaterina Romanova            | 26   | Domodedovo         | KHÔNG KHÍ |
| Samoa                  | Anna-Li Pisa Tanuvasa         | 21   | Apia               | SINH THÁI |
| Serbia                 | Anja Čubrić                   | 19   | Nova Pazova        | KHÔNG KHÍ |
| Singapore              | Ashley Gan Heqian             | 21   | Singapore          | LỬA       |
| Slovenia               | Zoja Ulaga                    | 20   | Novo Mesto         | NƯỚC      |
| Nam Phi                | Jessica Amy Nel               | 25   | Pretoria           | KHÔNG KHÍ |
| Sri Lanka              | Hasani Kawya                  | 21   | Polonnaruwa        | KHÔNG KHÍ |
| Thái Lan               | Soda Rachadawan Fowler        | 22   | Ratchaburi         | LỬA       |
| UAE                    | Noura Al Jasmi                | 22   | Abu Dhabi          | LỬA       |
| Hoa Kỳ                 | Bea Millan-Windorski          | 21   | Whitefish Bay      | NƯỚC      |
| Quần đảo Virgin (Mỹ)   | Brianna McSween               | 23   | SaintThomas        | LỬA       |
| Venezuela              | Karleys Rojas                 | 26   | La Guaira          | KHÔNG KHÍ |
| Việt Nam               | Cao Thị Ngọc Bích             | 25   | Hưng Yên           | SINH THÁI |
| Wales                  | Grace Gavigan                 | 18   | Port Talbot        | NƯỚC      |
| Zimbabwe               | Kimberly Tatenda              | 26   | Masvingo           | SINH THÁI |

## Chú ý

### Lần đầu tham gia
- Algeria
- UAE

### Trở lại
| - Lần cuối tham gia vào năm 2015: - El Salvador - Lần cuối tham gia vào năm 2018: - Samoa - Lần cuối tham gia vào năm 2019: - Fiji - Lần cuối tham gia vào năm 2020: - Costa Rica - Iceland | - Lần cuối tham gia vào năm 2021: - Ý - Lần cuối tham gia vào năm 2022: - Cabo Verde - Hồng Kông |

### Bỏ cuộc
| - Armenia - Bosnia và Herzegovina - Croatia - Cộng hòa Séc - Đan Mạch - Ecuador - Đức | - Hy Lạp - Ireland - Kazakhstan - Palestine - Paraguay - Romania | - Sierra Leone - Nam Sudan - Tây Ban Nha - Trinidad và Tobago - Ukraine - Zambia |